# Jon Owen
Jonathan Douglas „Jon“ Owen (* 13. Dezember 1963 in Berlin, New Hampshire) ist ein ehemaliger
US-amerikanischer Rennrodler.
Owen war in den späten 1980er Jahren im Einsitzer aktiv. 1988 nahm er an den Olympischen Winterspielen im kanadischen Calgary
teil. Er belegte den 23. Platz. Als erster durfte er die Rodelbahn für die Olympischen Winterspiele 2002 in Park City, Utah benutzen.
Nach seiner aktiven Karriere arbeitete Owen als Entwicklungschef und Koordinator für den US-amerikanischen Rodelverband. 2003 war er an der Entwicklung eines Rennschlittens
für Menschen mit Behinderung beteiligt.